# Bernard-René Jourdan de Launay
Bernard-René Jourdan, marchese de Launay (Parigi, 8 aprile 1740 – Parigi, 14 luglio 1789) è stato un nobile e militare francese, ricordato come l'ultimo governatore reale della Bastiglia e la prima vittima della rivoluzione francese.

## Biografia

### I primi anni
Il marchese Bernard-Réné Jourdan de Launay nacque alla Bastiglia, nel centro di Parigi, nella notte dell'8 aprile 1740 e venne battezzato il giorno dopo nella parrocchia di Saint Paul, a Parigi. Era uno dei figli di René Jourdan de Launay, governatore della cupa fortezza dall'8 dicembre 1718 fino alla morte, il 6 agosto 1749, e della sua seconda moglie, Charlotte Renée Aubry d'Armanville, morta il 27 giugno 1759. Veniva chiamato Bernardin le Marquis de Launay. Era anche un lontano cugino del cardinale de Rohan e del principe di Guéméné.
Nel 1748, venne ammesso a una posizione onoraria nei moschettieri neri del re. Fino al 1763-64, fu nel reggimento delle guardie francesi, stazionato permanentemente a Parigi eccetto in tempo di guerra. In seguito fu capitano di un reggimento di cavalleria. Ricevette la croce dell'ordine reale e militare di San Luigi.

### Governatore della Bastiglia

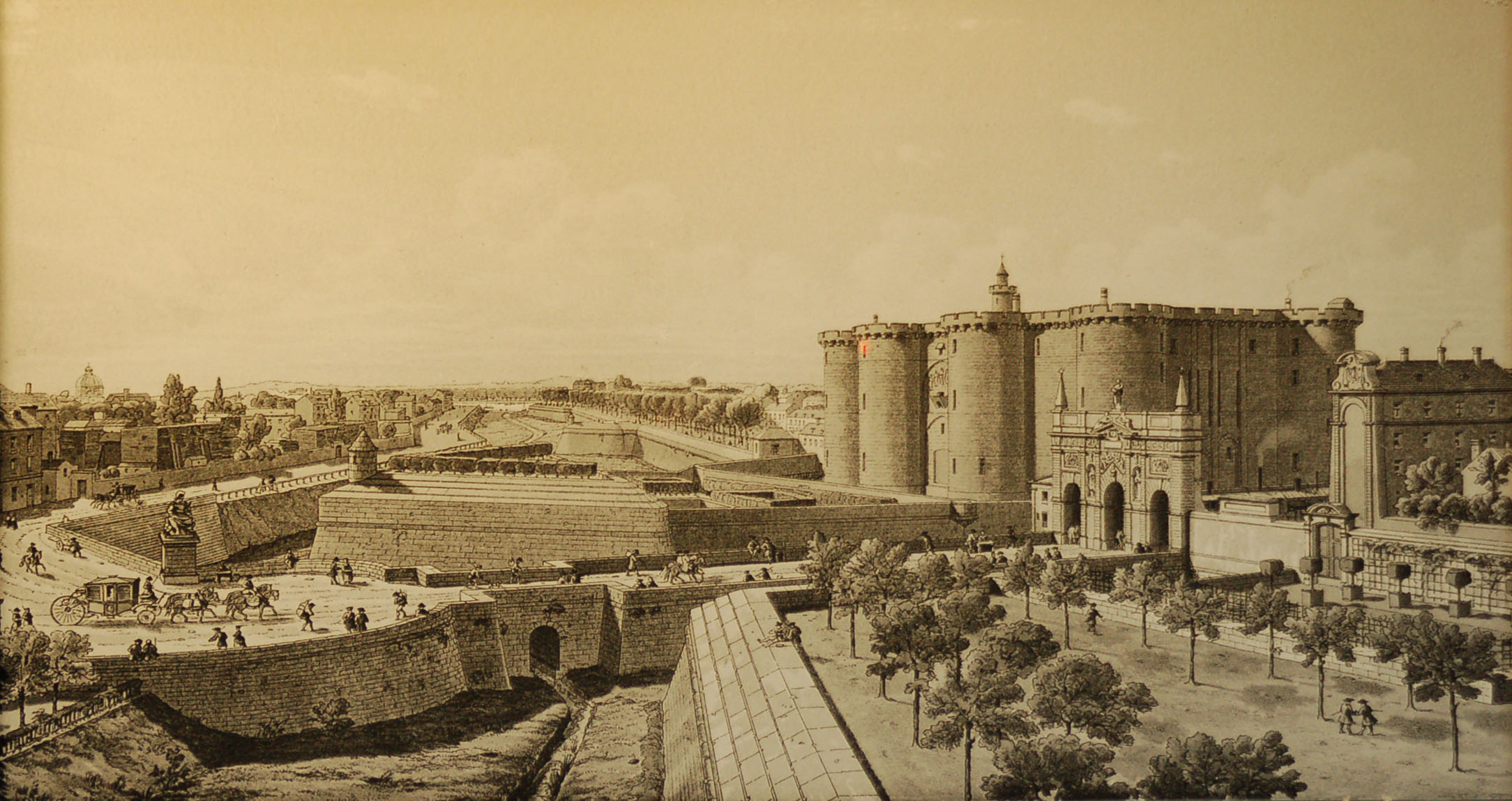
La Bastiglia prima della distruzione.

Il 21 settembre 1776, grazie all'alleanza che il matrimonio della sorella con il figlio del nobile aveva creato tra le due famiglie, succedette al conte Antoine-Joseph Chapelle de Jumilhac come governatore della Bastiglia, trattando personalmente con questi l'incarico per 300.000 livres. Sotto l'ancien régime la carica di governatore della Bastiglia, come molte altre cariche militari superiori e i governi provinciali, era trasmessa mediante trattativa commerciale. L'acquirente era sempre certo di fare un buon affare se viveva a lungo: bastava un anno o due nell'incarico per recuperare il denaro anticipato. Fino al 1777, fu signore della Bretonnière, in Bassa Normandia, parrocchia di Golleville. Possedette e affittò anche un certo numero di case in rue Saint-Antoine, vicino alla Bastiglia.
Uomo colto, ma avido e spietato, ragionevolmente coscienzioso anche se un po' austero, legato alle antiche convenzioni e in piena sintonia con l'assolutismo monarchico, promosso solo per discendenza e non per particolari meriti, durante il suo mandato esasperò l'opinione pubblica nei confronti della Bastiglia, diventata il simbolo dell'ingiustizia sociale e della prepotenza dei nobili. Governava la temibile fortezza con il suo impressionante e permanente apparato militare come se si trattasse del suo piccolo regno, era giudice assoluto di quanto accadeva al suo interno e non si faceva scrupolo di approfittarne. Pare, per esempio, che avesse proibito la quotidiana passeggiata dei detenuti nei cortili perché aveva dato il terreno in affitto a un secondino che vi coltivava le patate. Era affezionato alla Bastiglia e conosceva ogni angolo, ogni pietra, ogni fessura. Non essendo mai stato in guerra, era senza esperienza militare. La sua fedeltà nei confronti del re era parte integrante della sua natura, d'una mediocre onestà, senza crudeltà, senza bontà. Era un uomo irascibile, severo, nervoso sotto la responsabilità, privo di presenza di spirito, energico e coraggioso: se doveva morire da fedele servitore del re, preferiva la morte con le armi in mano alla capitolazione senza combattere, rendendo la sua morte fatale agli implacabili nemici, l'unica disperata risoluzione che un alto senso dell'onore militare poteva dettare. Era cordiale e trattava i prigionieri più umanamente di quanto i suoi predecessori avevano fatto.
I tredici anni che trascorse in questa posizione di guardiano non furono movimentati, ma il 19 dicembre 1778 commise un grosso errore e fu rimproverato. Poiché gli ordini dall'alto non arrivavano, esitò a far tuonare il cannone, come voleva la tradizione, per salutare la nascita di Madame Royale, la prima figlia del re Luigi XVI e della regina Maria Antonietta. Nell'agosto 1785, gli fu assegnata la responsabilità per la detenzione delle due figure principali nel reale scandalo della collana: il cardinale suo cugino e Jeanne de La Motte-Valois. Si comportò correttamente e con molta attenzione con entrambi, anche se quest'ultima era una detenuta estremamente difficile.
Nel 1789, oltre al governatore, che percepiva 60.000 livres all'anno, c'erano ufficiali, dottori, chirurghi, farmacisti, sacerdoti e cuochi, e custodiva solo sette prigionieri: quattro falsari di documenti (Jean La Corrège, Jean Béchade, Bernard Laroche de Beausablon e Jean-Antoine Pujade) dal gennaio 1787, un libertino (Charles-Joseph-Paulin-Hubert de Carmaux, conte de Solages) dal 28 febbraio 1784 e due malati mentali (il maggiore Jacques-François-Xavier de Whyte, conte de Malleville, inglese o irlandese, che credeva di essere Giulio Cesare, San Luigi o Dio, dal 29 febbraio 1784, e Claude-Auguste Tavernier, complice nell'attentato del 1757 di Damiens contro Luigi XV, dal 4 agosto 1759). Il 4 luglio, due giorni dopo che il marchese de Sade aveva incitato la folla ad assaltare l'odiata prigione, richiese che fosse trasferito al manicomio di Charenton. C'erano anche centinaia di libri confiscati a causa della censura della monarchia. Ironia della sorte, appena trentasei giorni prima del fatidico evento, il re aveva ordinato la demolizione dell'ingombrante prigione, che aveva perduto quasi ogni utilità, e gli alloggi erano praticamente vuoti essendo già iniziato il trasloco.

#### La presa della Bastiglia

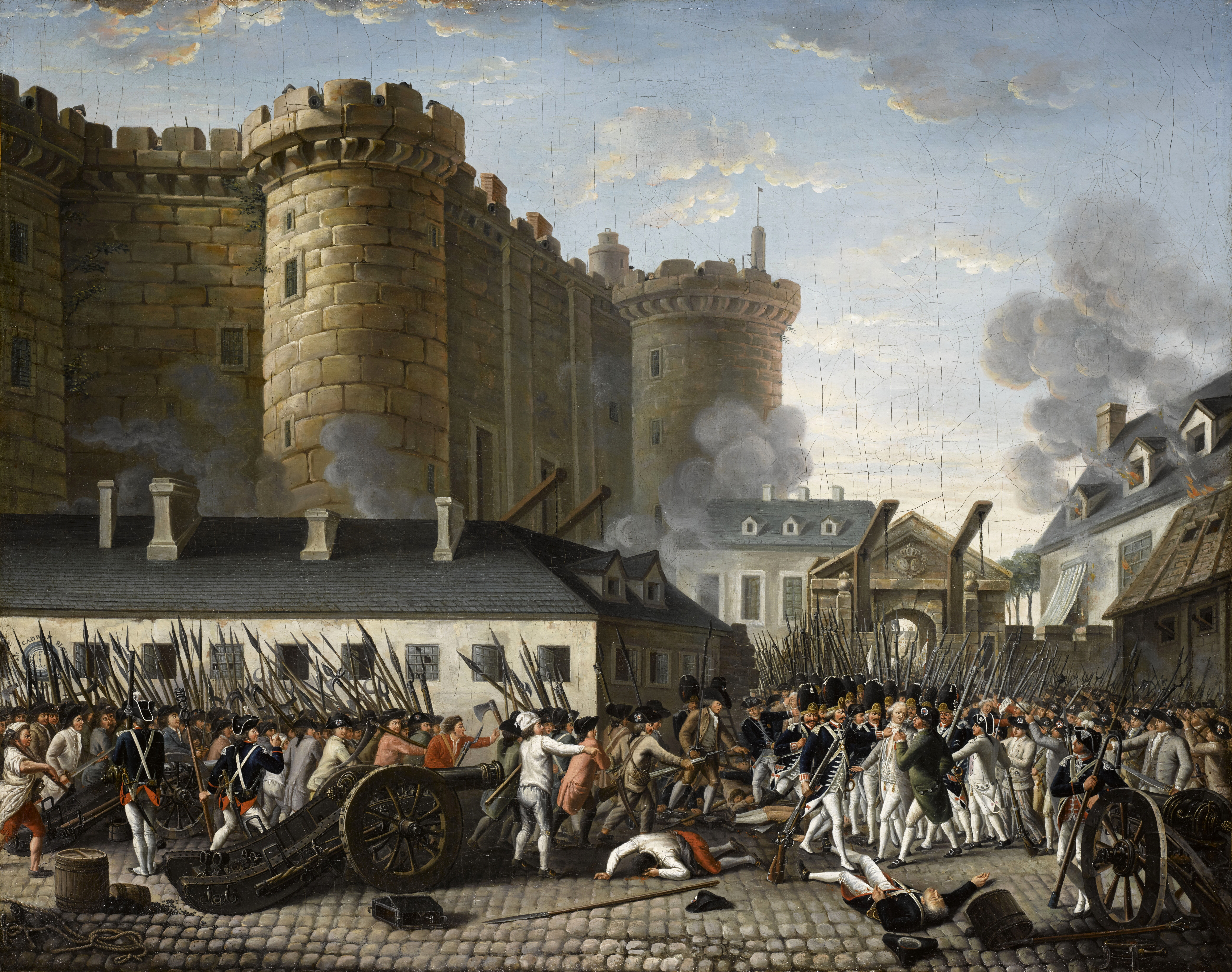
L'arresto del marchese de Launay.

Il giorno martedì 14 luglio 1789, memore dell'esperienza della sommossa Réveillon, al cui industriale aveva dato asilo fino a qualche giorno prima, si era preparato all'assedio della sua fortezza, primo serio pericolo che corse da quando era nelle sue mani, facendo rinforzare muri, soldati e artiglieria. Eppure si aspettava la prova che il governatore Sombreuil aveva appena subito agli Invalides, ma contava sui quindici formidabili cannoni che fece portare ai merli delle torri e che provocarono la prima ondata d'irritazione delle migliaia di assalitori contro di lui. Confidava anche nello spessore delle muraglie ancor più che nella ridotta guarnigione, che non soddisfaceva i requisiti dell'esercito regolare: 82 bonari Invalidi, molti dei quali erano conosciuti nel sobborgo e si unirono agli insorti, li aveva appena fatti affiancare da 32 guardie svizzere del reggimento di Salis-Samade, comandate dal luogotenente Ludwig von Flüe. Era ben poca cosa per tener testa a migliaia di parigini scatenati, ma fece ripiegare i suoi uomini nei cortili interni, laddove si accedeva passando due ponti levatoi, uno dopo l'altro, che erano stati alzati già dal mattino. Nonostante i suoi timori davanti alle dimostrazioni della grande folla, rifugiato dietro i suoi enormi bastioni, non credeva seriamente che la più bella fortezza del re, anche se difesa da pochi soldati, potesse soccombere all'eventuale assalto di falegnami, ebanisti, fabbri, cesellatori, calzolai, venditori di vino, cappellai, tintori che non avevano mai visto armi. Inoltre, aveva giurato severamente al mattino di far fucilare il primo dei suoi soldati che si rifiutava di sparare sul popolo.
Visto il presidio circondato, pur avendo la forza per respingere l'attacco, tentò di parlamentare con tre rappresentanti del comitato permanente, provenienti direttamente dall'Hôtel de Ville, e alla fine si arrivò all'accordo di far allontanare i cannoni e far visitare la fortezza a quegli stessi rappresentanti, pur di evitare un bagno di sangue. Tuttavia, a differenza di Sombreuil, che aveva ceduto ai rivoltosi e aperto le porte, fedele al regolamento, riconosceva solo gli ordini del re e non aveva alcuna intenzione di fornire alla folla polvere da sparo e cartucce conservati nelle cantine, ne tantomeno di aprire le porte e consentire all'occupazione della Bastiglia da parte della milizia borghese, ribadendo con fermezza che avrebbe aperto il fuoco solo se attaccato. Nel frattempo, però, gli insorti riuscirono a rompere le catene che reggevano il ponte levatoio e si riversarono all'interno della fortezza. La guarnigione della Bastiglia, su ordine del comandante, aprì il fuoco sulla folla. Rifiutò il dialogo e fece sparare sulla terza delegazione municipale venuta a parlamentare. Dopo un quarto e ultimo tentativo di mediazione, senza risultato, sia la guarnigione che gli assedianti aprirono il fuoco, causando quasi cento morti e più di sessanta feriti tra la folla esposta, ma solo una morte e tre feriti tra i difensori ben protetti che sparavano da scappatoie e merli. La folla scatenata tirò colpi di fucile isolati per circa quattro ore, senza fare alcun danno alle grosse e mute torri. Fin dall'inizio delle trattative, il governatore prendeva tempo, attendendo rinforzi che però non sarebbero mai arrivati. Fu allora che arrivò un gruppo di 61 guardie francesi disertori, comandati dai sottotenenti Pierre-Augustin Hulin e Jacob Job Élie, che si trascinarono dietro sei cannoni, presi dalla loro caserma, che cambiarono completamente l'assediamento. Questa artiglieria venne puntata contro le porte e i ponti levatoi. Gli uomini del regio esercito, accampati nel vicino Campo di Marte, non intervennero.
Il marchese si ricompose e, quando ordinò improvvisamente il fuoco eccessivo, la stessa guarnigione lo supplicò di arrendersi, essendo inoltre senza fonte di acqua e solo forniture alimentari limitate all'interno, ma von Flüe si oppose. Il governatore, eccitato, piuttosto che arrendersi in difesa del dispotismo reale e lasciare ai ribelli il custodito arsenale, corse nel suo ufficio e scrisse un biglietto come ultimatum, dicendo che avrebbe acceso i 20.000 chili di polvere da sparo all'interno della fortezza, facendo esplodere sé stesso e tutti gli altri, se l'assedio non fosse stato revocato e la folla non si ritirasse. Von Flüe, stupito, cercò di assicurargli che tali estremi non erano necessari, ma, seguendo gli ordini, gli svizzeri distribuirono il biglietto attraverso un buco nel ponte levatoio. Fuori la folla respinse le richieste lette da Stanislas-Marie Maillard, urlando di abbassare il ponte levatoio. Decise quindi di perire, piuttosto che sottomettersi, e si recò nei sotterranei della torre Liberté con la torcia accesa di uno cannonieri sui bastioni per dare fuoco ai 250 barili di polvere da sparo, seppellendo sotto le sue rovine assediati e difensori, ma due Invalidi, i sottufficiali Ferrand e Biguard, lo fermarono proprio mentre, tremando violentemente, stava per compiere la detonazione fatale. Minacciandolo di morte con la baionetta sul petto visto che, con pietose suppliche, cercava ancora di raggiungere il suo scopo, alcuni degli Invalidi della guarnigione gli si affollarono intorno. Li supplicò allora, almeno, che riprendessero le torri, ma dichiararono che non avrebbero più combattuto contro i loro concittadini, imponendo poi una capitolazione. Non potendo resistere, fu allora costretto a permettere agli Invalidi di battete un colloquio, issare una bandiera bianca e vedere se riuscivano a ottenere la promessa che non sarebbero stati massacrati, esigendo dalle guardie francesi gli onori di guerra per lasciare il forte. Invece, il caporale Guiard e il soldato Perreau, spaventati che il popolo intransigente stesse per usare i cannoni, aprirono da soli la porta e abbassarono il grande ponte levatoio, consegnando la fortezza. La Bastiglia fu quindi invasa e conquistata dai ribelli solo perché il governatore, devoto al sovrano, venne abbandonato dalle sue truppe.
Poiché era l'oggetto delle comuni ricerche dei parenti e degli amici delle vittime, temendo quello che lo attendeva, si travestì. In sua vece fu adocchiato il supplente Du Puget, tenente del re e comandante del vicino arsenale, ma questi per sbarazzarsi indicò ai rivoluzionari il governatore, che indossava un frac grigio e un nastro color papavero all'occhiello. Riconosciuto, prevedendo il supplizio che lo attendeva, cercò di uccidersi con un bastone da spada al petto, ma Joseph Arné, un granatiere delle guardie francesi, glielo strappò di mano. Fu catturato dagli insorti Hulin ed Élie per essere condotto in municipio come prigioniero. La spada con la testa d'oro e il bastone di rango gli furono strappati. Per confondere le arie, Hulin lo coprì con il suo cappello, cosa che comunque non gli permise di condurlo sano e salvo fino al municipio, dove egli stesso corse il rischio di finire vittima del furore del popolo. Nonostante il tentativo di mediazione del procuratore reale di Parigi, Ethis de Corny, dopo essere stato gettato a terra lungo la strada, in piazza de Grève, fu colpito ripetutamente e brutalmente da colpi di baionetta, poi agonizzante fu trascinato nei pressi di un ruscello, dove fu finito da numerosi colpi di pistola. Secondo alcuni testimoni, dopo aver combattuto come un leone, egli stesso pregò gli insorti di ucciderlo, affinché la sua macabra agonia cessasse immediatamente, e prese a calci nell'inguine François Desnot, un giovane cuoco disoccupato che lo aveva strappato dalle mani di Hulin, per difendersi. Il cuoco lo ferì con un colpo di baionetta al ventre e la folla inferocita lo finì. Dopo l'uccisione, un macellaio, Mathieu Jouve Jourdan, che era stato suo palafreniere, ne decapitò il cadavere con un coltellino da tasca. La testa fu portata in giro per la città, infilzata su una picca in segno di vittoria, prima di essere gettata nella Senna il giorno dopo, inaugurando così un macabro rituale senza precedenti nella storia del paese, destinato a ripetersi fin troppe volte e illustrando il cambiamento della rivoluzione nella violenza.
La salma della prima vittima importante della rivoluzione, un ufficiale reale che voleva adempiere al suo dovere secondo il giuramento e difendere lealmente la fortezza simbolo della monarchia assoluta di fronte ai suoi assedianti ma fu tradito dai propri uomini, venne poi ricomposta e ricevette sepoltura nel vecchio cimitero di Saint-Benoit. Con la chiusura di questo, i resti presenti vennero spostati nelle catacombe di Parigi.

## Cultura postuma
In seguito, il comandante degli ufficiali svizzeri assediati ne lasciò un ritratto poco lusinghiero, criticando una mancanza di talento militare, rivelata da inesperienza e indecisione:
Il barone de Besenval, luogotenente generale dell'esercito che aveva trasferito l'arsenale dagli Invalides alla Bastiglia, più adeguata per difendersi dagli assalti popolari, aveva invano chiesto il 5 luglio al maresciallo de Broglie di sostituirlo con un ufficiale più sicuro e rigido. Tuttavia, la relazione di von Flüe non era corretta per de Launay, che fu messo in una posizione impossibile dall'inerzia degli alti ufficiali che comandavano le truppe reali concentrate a Parigi e dintorni per fornirgli un sostegno efficace. Fece il suo dovere senza esitazione, combatté senza speranza, morì senza debolezza.
Secondo le memorie di Madame Campan, il massacro di Flesselles e Launay strappò alla regina lacrime amare, e l'idea che il re avesse perso sudditi così devoti la ferì al cuore. La sua brutale uccisione scatenò la paura di molti membri della nobiltà, che emigrarono.

## Discendenza
Il marchese de Launay ebbe tre figlie da due mogli:
- Con Ursule Philippe (morta nel 1765), sposata nel 1763: Adrienne Renée Ursule, nata il 24 novembre 1764 e morta il 25 novembre 1839, moglie di Henri François Joseph Chapelle, barone di Jumilhac, signore di Guigneville, maestro di campo di cavalleria.
- Con Geneviève Thérèse Le Boursier (1740-1798), sposata il 21 aprile 1768: Catherine Geneviève Philippine, nata il 9 marzo 1769 e morta il 20 luglio 1802, moglie di Philippe Charles Bruno d'Agay, conte di Agay, referendario al Consiglio di Stato e figlio di François Marie Bruno d'Agay; e Charlotte Gabrielle Ursule, nata nel 1770.

Alcuni discendenti dei suoi fratelli si stabilirono in Russia (vedere Boris Nikolaevič Delone e Vadin Delaunay per i dettagli).

## Nella cultura di massa

### Cinema
- Le Collier de la reine (1929), interpretato da Émile Vardannes.
- Si Paris nous était conté (1955), interpretato da Jacques Morel.
- La rivoluzione francese (1989), interpretato da Henri Serre.